# Мартин, Джон (художник)
Джон Мартин (англ. John Martin; 19 июля 1789 — 17 февраля 1854) — английский художник, основоположник романтизма, гравёр и иллюстратор.

## Биография
Мартин родился 19 июля 1789 года, в однокомнатном коттедже, в деревне Хейдон Бридж, графства Нортумберленд, четвёртый сын Фенвика Мартина, мастера фехтования. Он был учеником своего отца, работал в Ньюкасл-апон-Тайне изучая геральдическую живопись, но вследствие спора по поводу в соглашении об эмиссии был помещён под опеку Бонифация Муссо, итальянского артиста, отца художника по эмали Чарльза Муссо. Переехал в Лондон в 1806 году, где женился в возрасте девятнадцати лет на Сьюзен Гаррет, у пары было шестеро детей. В 1810 году Мартин отправил свою первую картину маслом в Королевскую академию художеств, но она не была выставлена. В 1811 году картину выставили. В 1816 году Мартин добился публичного признания.